# Webster megye (Kentucky)
Webster megye az Amerikai Egyesült Államokban, azon belül Kentucky államban található. Megyeszékhelye Dixon. Lakosainak száma 13 017 fő (2020. április 1.). Webster megye Union, Henderson, McLean, Hopkins, Caldwell és Crittenden megyékkel határos.

## Népesség
A megye népességének változása:
| Lakosok száma | 13 602 | 13 562 | 13 523 | 13 452 | 13 170 | 13 017 |
|               | 2010   | 2011   | 2012   | 2013   | 2015   | 2020   |